# Amateurliga Nordbaden
La Amateurliga Nordbaden fue la liga de fútbol más importante del estado de Baden y una de las ligas que conformaban la tercera división de Alemania desde 1945 hasta su desaparición en 1978.

## Historia
La liga fue creada en 1945 y era organizada por la Asociación de Fútbol de Baden, además de que en ella participaban los equipos pertenecientes a la parte norte del estado tras la ocupación estadounidense luego de finalizar la Segunda Guerra Mundial.
La liga en sus inicios era de segunda división, en la que el ganador debía de jugar un playoff de ascenso ante los ganadores de las Amateurliga Südbaden, Amateurliga Württemberg y (a partir de 1961) de la Amateurliga Schwarzwald-Bodensee para definir al equipo ascendido a la Oberliga Süd hasta que en 1950 nace la 2. Oberliga Süd como liga de segunda categoría y es degradada a tercera división.
La liga desaparece en 1978 luego de que es creada la Oberliga Baden-Wurtemberg y los equipos fueron distribuidos según su lugar en la última temporada: los primeros cinco lugares fueron ascendidos a la Oberliga, y el resto fue descendido a la Verbandsliga.

## Equipos Fundadores
Estos fueron los 10 equipos que formaron parte de la temporada inaugural de 1945/46:
| - VfL Neckarau - VfB Knielingen - VfB Mühlburg - VfR Pforzheim - ASV Feudenheim | - SpVgg Sandhofen - Amicitia Viernheim - FV Daxlanden - Phönix Mannheim - 1. FC Pforzheim |

## Desaparición
Así fueron distribuidos los equipos en la liga al finalizar la temporada de 1977/78:
Admitidos en la nueva Oberliga:
- FV 09 Weinheim
- SV Sandhausen
- 1. FC Pforzheim
- VfR Mannheim
- SV Neckargerach

Descendidos a la nueva Verbandsliga:
- SV Schwetzingen
- VfB Eppingen
- VfR Pforzheim
- Karlsruher SC II
- VfL Neckarau
- VfB Bretten
- FVgg Weingarten
- SpVgg Neckarelz
- Germania Mönchzell
- VfB Knielingen
- Alemannia Eggenstein

## Ediciones anteriores
| Temporada | Club                        |
| --------- | --------------------------- |
| 1945–46   | VfL Neckarau                |
| 1946–47   | VfB Mühlburg ASV Feudenheim |
| 1947–48   | TSG Rohrbach VfR Pforzheim  |
| 1948–49   | 1. FC Pforzheim             |
| 1949–50   | VfL Neckarau                |
| 1950–51   | ASV Feudenheim              |
| 1951–52   | Karlsruher FV               |
| 1952–53   | FV Daxlanden                |
| 1953–54   | Amicitia Viernheim          |
| 1954–55   | Amicitia Viernheim          |
| 1955–56   | Amicitia Viernheim          |
| 1956–57   | Amicitia Viernheim          |
| 1957–58   | VfL Neckarau                |
| 1958–59   | VfR Pforzheim               |
| 1959–60   | Phönix Mannheim             |
| 1960–61   | SV Sandhausen               |
| 1961–62   | VfL Neckarau                |
| 1962–63   | FV 09 Weinheim              |
| 1963–64   | SV Schwetzingen             |
| 1964–65   | Karlsruher SC II            |
| 1965–66   | Germania Forst              |
| 1966–67   | ASV Feudenheim              |
| 1967–68   | VfL Neckarau                |
| 1968–69   | Germania Forst              |
| 1969–70   | FV 09 Weinheim              |
| 1970–71   | Waldhof Mannheim            |
| 1971–72   | Waldhof Mannheim            |
| 1972–73   | VfR Mannheim                |
| 1973–74   | Karlsruher FV               |
| 1974–75   | VfB Eppingen                |
| 1975–76   | VfR Mannheim                |
| 1976–77   | SV Neckargerach             |
| 1977–78   | FV 09 Weinheim              |

Fuente: «Verbandsliga Nordbaden». Das deutsche Fussball-Archiv. Archivado desde el original el 7-3-2008. Consultado el 7-3-2008.
- En negrita los equipos que lograron el ascenso.
- En 1950 tres equipos ascendieron a la nueva 2. Oberliga Süd.
- En 1965 el VfR Pforzheim ascendió como subcampeón debido a que el Karlsruher SC II era inelegible para el ascenso.